# San Estanislao (Paraguay)
San Estanislao de Kostka, conocido también como Santaní (en guaraní, Santani), es una ciudad paraguaya situada en el Departamento de San Pedro. Es la ciudad más poblada del departamento y se encuentra a 151 km de Asunción, conectada por las rutas PY03, PY08 y PY22. Es sede de varias universidades importantes.

## Historia
Su nombre proviene del santo polaco Estanislao Kostka. La ciudad de San Estanislao tendría que haber sido fundada por el jesuita Sebastián de Yegros en 1749, lo cual no pudo ser concluido debido a la negativa de los originarios que habitaban la zona en aquel entonces.
Recién el 13 de noviembre de 1751 se concretó su fundación, fecha en que se recuerda a Estanislao y a su hermano Pablo, según lo dispuesto por el Papa Clemente VII. San Estanislao es una de las ciudades que más rápido ha progresado en la región norte.
En sus inicios fue una reducción de los indígenas Itatí. También es llamada “Santaní”. En el año 1869, durante la Guerra de la Triple Alianza, Dicha ciudad fue Capital Provisional de la República, según algunos pero para otros no sería Santani la Capital si no San Isidro de Curuguaty
Alrededor de 1880, San Estanislao se convirtió en el hogar de los inmigrantes, tanto de otras partes del Paraguay y de Europa, sobre todo de Alemania e Italia. La influencia de los inmigrantes italianos, en particular, todavía se puede ver hoy en día en varios edificios de estilo italiano y los apellidos de algunas de las familias santanianas más antiguas.
Décadas más tarde, alrededor de 1920, Santaní también recibió a inmigrantes del Líbano. Después de llegar a Itacurubi del Rosario, algunos de los recién llegados se dirigieron a Santaní. Otros países que han enviado un número relativamente grande de inmigrantes a la ciudad fueron Francia, Portugal, Brasil y España

## Clima
El clima en San Estanislao es húmedo y lluvioso, la humedad relativa es del 60% al 80%. La temperatura media es de 23 °C, la máxima en verano es de 44 °C y en invierno la mínima es de 3 °C.

## Demografía
De acuerdo a los datos del censo paraguayo de 2022 San Estanislao cuenta con una población de 46 405 habitantes, que la convierte en la aglomeración más grande del Departamento de San Pedro. Por su desarrollo económico mucha gente decide mudarse allí.

## Economía
Santaní es la ciudad más poblada y activa del Departamento de San Pedro. La economía se basa en la agricultura y la ganadería, el principal producto es la yerba mate. Bancos y financieras importantes han abierto sus oficinas en Santani por su gran desarrollo económico. Es un centro comercial y educativo.

## Infraestructura

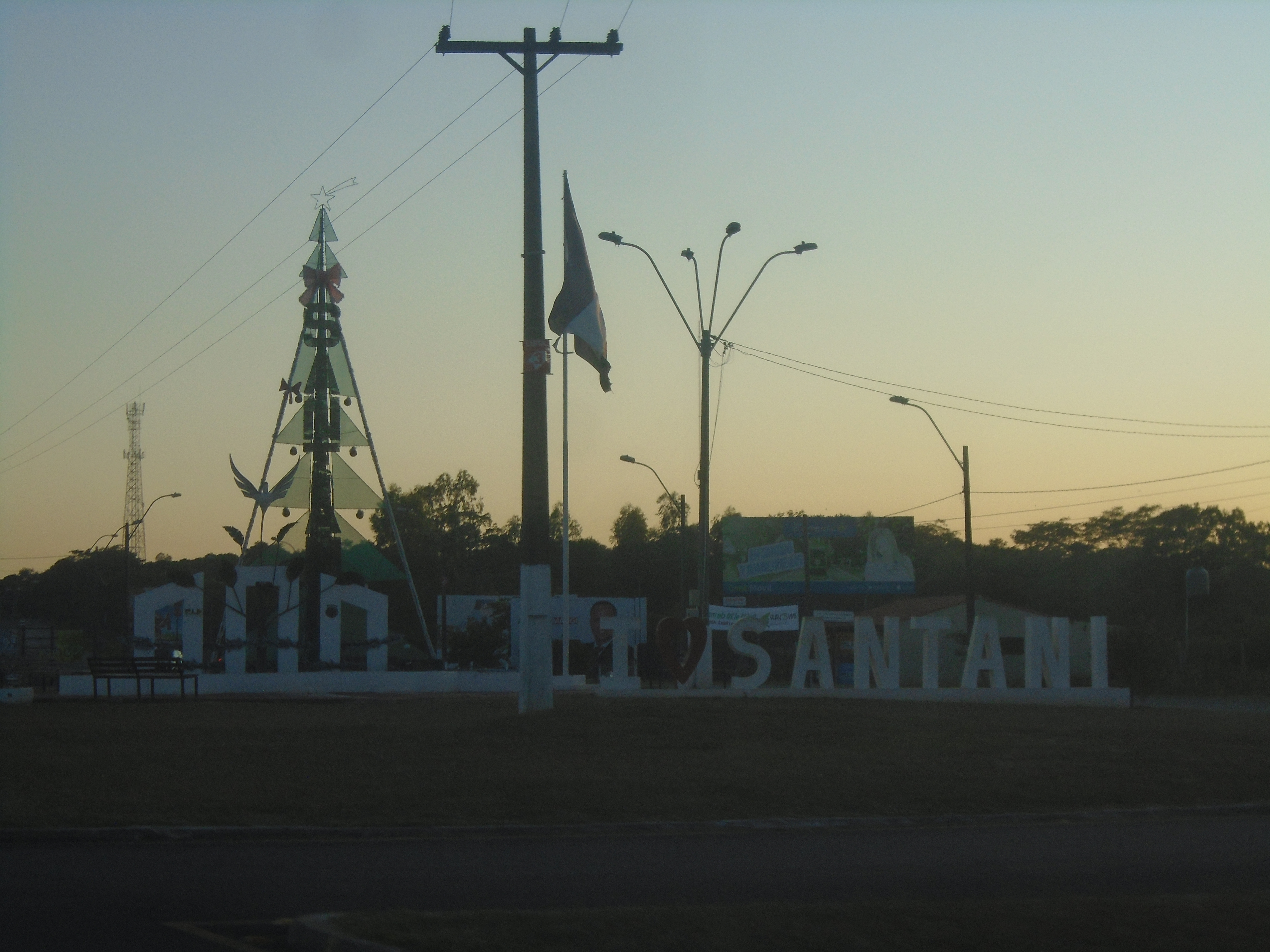
Acceso a Santaní por la Ruta PY03.

Hay varios accesos a Santaní, además cuenta con todos los servicios de telefonía cuyo prefijo es 0343, internet por módem y por antena, servicios de transporte público, etc. En La ciudad funcionan varias medios de comunicación: Radio Libertad 95.7 FM, Radio Tapiracuai 88.7 FM, Radio Santani 98.1 FM, Radio Ñasaindy 620 AM, Radio Ciudad 92.9 FM y el Canal 15 Tapiracuai Video Cable.
San Estanislao es sede de varias escuelas privadas y públicas. También es la ciudad con mayor cantidad de universidades en el departamento, con algunas universidades importantes como la Facultad en Ciencias de la Salud San Patricio de Irlanda, la Universidad Nacional de Asunción, el Instituto de Formación Docente, el Instituto San José Obrero, Universidad Nordeste del Paraguay, Universidad San Carlos, Universidad Técnica de Comercialización y Desarrollo (UTCD), Universidad Privada del Guairá (UPG), Universidad Politécnica y Artística del Paraguay, Universidad Internacional Tres Fronteras, y otros.

## Turismo

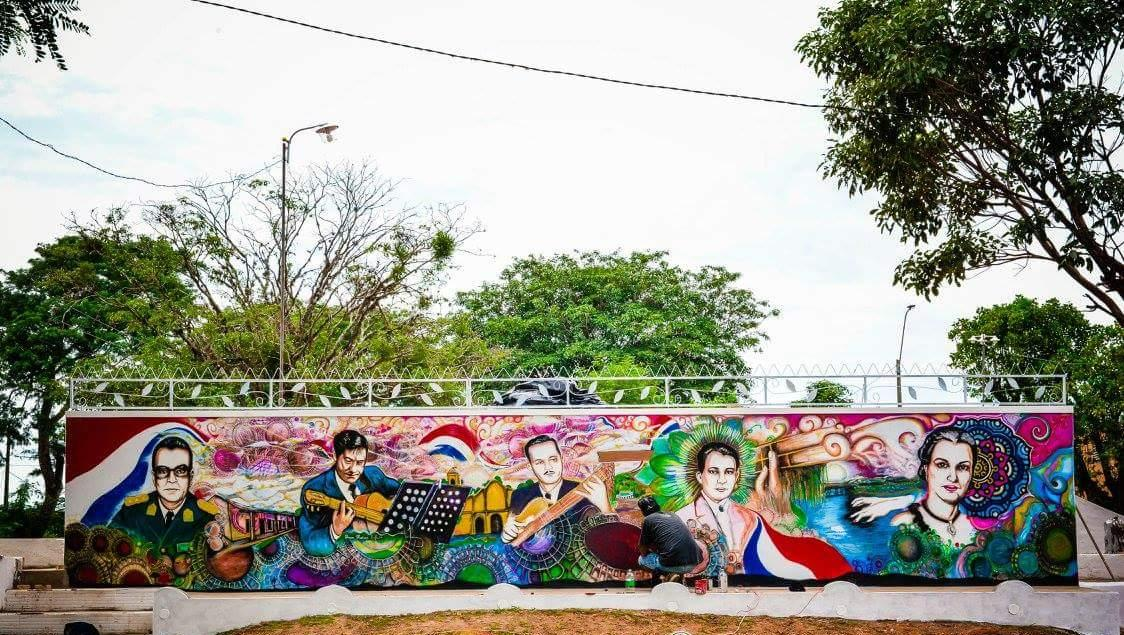
Mural en homenaje a personas destacadas de la ciudad. Obra del muralista Diego López.

En la ciudad se encuentran monumentos históricos como el Cuartel de López, en el que hoy funciona el Museo Histórico Militar que, en sus inicios, fue un colegio jesuita. El mismo establecimiento pasó a ser más tarde, el cuartel general del mariscal Francisco Solano López durante la Guerra de la Triple Alianza. Por su parte, la iglesia de la ciudad posee un estilo barroco. También se localiza la Casa de la Cultura.
Esta zona del país es propicia para el turismo rural. En las cercanías de Santaní existen algunos sitios con infraestructura adecuada para las actividades propias del turismo rural. A poca distancia del centro urbano se encuentra el cruce Tacuara, conocido también como Cruce Larrosa, en honor al campesino Sebastián Larrosa, quien fuera muerto en una manifestación campesina. En el lugar, se yergue una cruz creada por un artista plástico en su memoria.
En la cultura popular es considerada una ciudad enigmática, dicen los pobladores que la persona que se sumerja en el arroyo Tapiracuái quedará hechizada y siempre tendrá ganas de volver a Santaní o se casara con un/a santaniano/a. La ciudad también cuenta con numerosos espacios verdes y recreativos.